# C-4

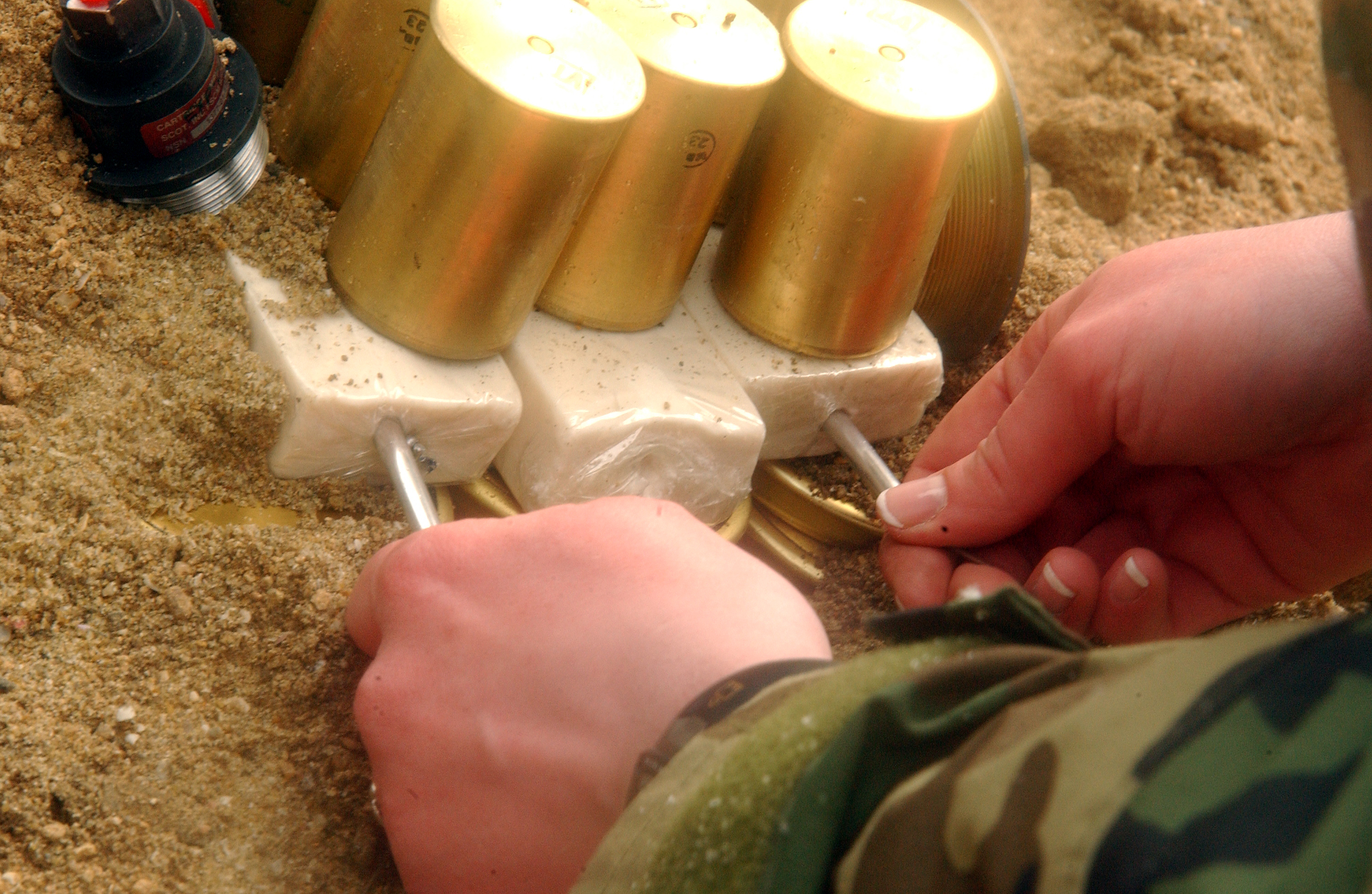
Vkládání rozbušek do bloků trhaviny C-4

C-4 (Composition 4) je plastická trhavina. Jedná se o vylepšenou britskou výbušninu Nobel 808, která pochází z 60. let 20. století a má podobné složení.
Kolem 91 % trhaviny C-4 tvoří výbušnina RDX, 5,3 % tvoří dioktyl sebakát, 2,1 % tvoří polyisobutylen a 1,6 % motorový olej. C-4 je známá svojí spolehlivostí a odolností. Neexploduje při obvyklých nárazech, střelbě a ani při hození do ohně, jedinou účinnou metodou iniciace detonace je použití rozbušky. Detonační rychlost je 8 050 m/s. Je mírně brizantnější než Semtex a zároveň je oproti němu o něco méně plastická.
454 g trhaviny C4 vytvoří smrtelnou tlakovou vlnu s 50% úmrtností asi na 1 m a s 99% úmrtnostní kolem 70 cm (nálož – horní polovina těla, bez ohledu na orientaci osoby) a je zároveň schopna zcela roztrhat menší předměty.